# Wilhelm Lösch (Jurist)

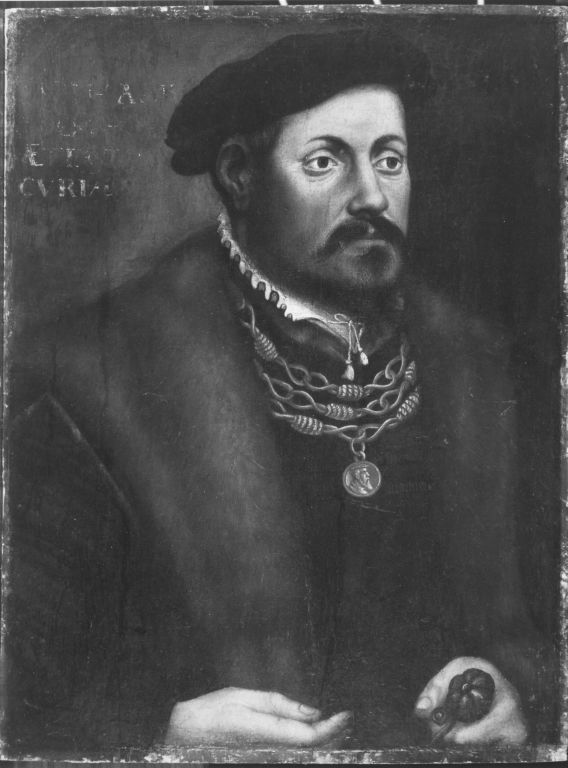
Hans Schöpfer d. Ä.: Bildnis des bayerischen Rats Wilhelm Lösch, zwischen 1550 und 1569

Wilhelm Lösch d. Ä. (* 1518; † 1572) war Jurist und Rat des bayerischen Herzogs.

## Leben
Wilhelm Lösch d. Ä. stammte dem Rothenburger Patriziergeschlecht Lösch und war der Sohn des bayerischen Kanzlers Augustin Lösch, der am 4. November 1517 Veste und Hofmark Hilgertshausen um 5518 rheinische Gulden erworben hatte. Nach dem Studium in Ingolstadt ab 1534 war er vom Jahr 1538 bis zu seinem Tod 1572 bayerischer Geheimer Rat. Er nahm 1541 am Feldzug Kaiser Karls V. nach Algier teil. 1550 bis 1572 war er auch Pfleger in Friedberg. 1560 erwarb er die Hofmark Hirschenhausen. Er starb als Hofmarschall 1572.
Lösch hatte mit seiner Frau Jakobe von Kökkeritz einen Sohn:
- Wilhelm Lösch von Hilkertshausen d. J. (–1608/9), ebenfalls bayerischer Rat